# ТЕС Мариця-Схід-3
42°8′38″ пн. ш. 26°0′2″ сх. д. / 42.14389° пн. ш. 26.00056° сх. д.
ТЕС Мариця-Схід-3 — теплова електростанція на південному сході Болгарії. Зведена у складі  комплексу Мариця-Схід разом з ТЕС Мариця-Схід-1 (наразі замінена ТЕС Гилибово) та ТЕС Мариця-Схід-2.
В 1978 – 1981 роках на майданчику станції стали до ладу чотири однотипні блоки потужністю по 210 МВт. У кожному з них встановили котел Подольського котельного заводу типу ЕП-670-140 (П-62), парову турбіну К-200-130-3 від Ленінградського металічного заводу та генератор виробництва Електросила.
У 2009-му завершили модернізацію, під час якої турбіни модернізували до рівня К-225-130-2М зі збільшенням потужності до 227 МВт.
ТЕС спорудили з розрахунку на використання лігніту із розташованого поряд вугільного кар’єру.
Воду для охолодження отримують із водосховища Розов-Кладенец, розташованого за 7 км від майданчику ТЕС. Цю водойму створили у межиріччі річки Сазлійки та її лівої притоки Соколіци, за рахунок відведення ресурсу з яких відбувається її поповнення. 
Для видалення продуктів згоряння призначений димар заввишки 325 метрів.
Видача продукції відбувається по ЛЕП, розрахованих на роботу під напругою 400 кВ та 220 кВ.